# Bliżewo
Bliżewo – przysiółek wsi Dąbrowa w Polsce, położony w województwie warmińsko-mazurskim, w powiecie braniewskim, w gminie Płoskinia.
W latach 1975–1998 przysiółek administracyjnie należał do województwa elbląskiego. Przysiółek znajduje się w historycznym regionie Warmia.